# Nomada semirugosa
Nomada semirugosa är en biart som beskrevs av Cockerell 1929. Nomada semirugosa ingår i släktet gökbin, och familjen långtungebin. Inga underarter finns listade i Catalogue of Life.